# 名古屋市立津賀田中学校
名古屋市立津賀田中学校（なごやしりつ つかたちゅうがっこう）は、名古屋市瑞穂区津賀田町にある公立中学校。

## 校歌
- 「世界を生きる」（作詞:倉地宏光 作曲:石井歓）[2]

## 部活動

### 運動部
- 剣道部（男女）[2]
- 水泳部（男）[2]
- 卓球部（男女）[2]
- バスケットボール部（女）[2]
- 野球部（男）[2]
- ラグビー部（男）[2]

### 文化部
- 園芸部（男女）[2]
- 吹奏楽部（男女）[2]
- 和楽器部（男女）[2]
- 美術部（男女）[2]
- 茶華道部（男女）[2]

## 委員会
- 総務[2]
- 生活委員[2]
- 美化委員[2]
- 広報委員[2]
- 保健委員[2]
- 図書委員[2]
- 体育委員[2]
- 会計[2]

## 沿革
- 1960年（昭和35年） - 名古屋市立津賀田中学校として設立[1]。
- 1963年（昭和38年） - 障害児学級設置[1]。
- 1980年（昭和55年） - 校歌制定[1]。
- 2022年（令和4年）度 - 体育館にエアコンが整備される[3]。

## 通学区域
- 名古屋市立瑞穂小学校学区[4]
- 名古屋市立井戸田小学校学区[4]